# Dumitru Pop
Dumitru Pop (n. 18 martie 1927, Băsești, România – d. 11 decembrie 2006, Cluj-Napoca, România) a fost un filolog, folclorist, etnolog român și profesor la Facultatea de Filologie a Universității Babeș-Bolyai din Cluj.
S-a remarcat prin activitatea de cercetare a domeniului său și a fost creatorul școlii de folcloristică de la Cluj. A fost de asemenea un pasionat culegător de folclor. Opera sa – Folcloristica Maramureșului – a fost cea dintâi lucrare în acest domeniu, din România.

## Biografie

### Primii ani
S-a născut în localitatea Băsești (aflată actual în județul Maramureș), fiind fiul lui Alexandru Pop și al Anei, născută Vălean, amândoi țărani. A făcut studiile elementare, secundare și apoi liceale în localitatea natală, apoi învață la Iași (1939-1945) și Carei (1945-1947). Și-a luat licența în limba și literatura română la Cluj (1951), iar doctoratul în științe filologice (1969) la Universitatea din București, cu teza Folcloristica Maramureșului.

### Cariera
După absolvirea universității, a fost reținut în învățământul superior ca asistent (1951), fiind apoi lector (1952), conferențiar (1962), profesor (1970), iar din 1992 profesor consultant la Catedra de literatură comparată și teoria literaturii a Facultății de Filologie (Litere) de la Universitatea Babeș-Bolyai din Cluj.
Concomitent a lucrat ca cercetător științific principal (1957-1959), apoi ca și conducător al Secției din Cluj a institutului de Folclor al Academiei Române (1966-1969), decan al Facultății de Filologie (1968-1976), director al Institutului de Lingvistică și Istorie Literară „Sextil Pușcariu" (1974-1976). A funcționat ca lector de limbă și cultură românească la Universitatea din Montpellier (Franța) în anii 1963-1964.
A fost primul care a predat folclorul la Facultatea de Litere din Cluj, disciplină introdusă din anul academic 1952-1953 și împreună cu Nicolae Bot și Ion Șeulean, au format Colectivul de Folclor al Catedrei de Literatura română. A înființat în anul 1955 Cercul de Etnologie (care funcționează și în prezent) sub denumirea de  Cerc de Folclor si Etnologie (astfel numit din 1956). Cu acest cerc studențesc, a pus bazele unei arhive de folclor. A înființat, de asemenea, pentru studenții de la Filologie, un grup vocal folcloric pentru interpretarea cântecelor tradiționale.
Asemănător lui Mihai Pop la București, Dumitru Pop a inițiat la Cluj o veritabilă școală de folcloristică, efect al activității cercului studențesc de folclor, al cursurilor universitare și al cercetărilor de teren efectuate împreună cu studenții (acestea fiind finalizate prin lucrări de licență cu caracter monografic).
Activitatea sa de folclorist și etnolog s-a orientat spre terminologia generală a folclorului, spre metodologia cercetarii, categorii și motive folclorice, precum și spre istoria folcloristicii. A coordonat echipe etnografice și s-a ocupat în mod semnificativ de studiul obiceiurilor și tradițiilor populare, fiind și un pasionat culegător de folclor. Opera sa – Folcloristica Maramureșului – a fost cea dintâi lucrare în acest domeniu, din România.

## Opera
- Folclor literar, românesc,[8] I, Cluj, 1957;
- Folcloristica Maramureșului,[8] București, 1971;
- Obiceiuri agrare în tradiția populară românească,[11] Cluj Napoca, 1989;
- Studii de istoria folcloristicii românești,[8] Baia Mare, 1997;
- Cercetări de folclor românesc,[8] Cluj Napoca, 1998;
- Universul culturii tradiționale și promovarea lui în cultura și viața contemporană,[10] Cluj Napoca, 2003.
- Coordonate ale culturii populare românești[11] în perspectiva etnologică, Cluj-Napoca, 2004
- Martor atent și modest părtaș la istorie, Cluj-Napoca, 2005 – carte autobiografică[12]
- Valea Gurghiului. Monografie etnologică,[8] Cluj-Napoca, 2008

## Culegeri
- Poezii populare în Sălaj (volum colectiv),[5] Poezii populare din Lăpuș,[10] în Folclor din Transilvania, I, București, 1962;
- Folclor din Bihor,[8] Poezii populare,[10] Oradea, 1969;
- Folclor din zona Codrului,[8] Baia Mare, 1978;
- Folclor din Crișana și Banat de la începutul secolului XX, introducerea editorului, postfață de Georgeta Corniță, Baia Mare, 1998.